# 63 Samodzielna Kompania Czołgów Rozpoznawczych
63 Samodzielna Kompania Czołgów Rozpoznawczych – pancerny pododdział rozpoznawczy Wojska Polskiego II Rzeczypospolitej. Kompania nie występowała w pokojowej organizacji wojska. Jednostką mobilizującą był 6 batalion pancerny.
Na wyposażeniu posiadała 13 czołgów rozpoznawczych TKS uzbrojonych w 7,92 mm ckm.

## 63 skczr w kampanii wrześniowej

### Mobilizacja
63 skczr została sformowana podczas mobilizacji alarmowej w dniach 28–29 sierpnia 1939 roku we Lwowie w grupie jednostek oznaczonych kolorem czerwonym w czasie A+60. Przydzielona do Armii „Modlin”.

### Działania bojowe
30 sierpnia kompania została załadowana na transport kolejowy we Lwowie, wraz z 62 skczr skierowana do rejonu operacyjnego Armii „Modlin”. 1 września dotarła do stacji wyładowczej w Mławie, Przydzielona została do odwodu 20 Dywizji Piechoty przed południem przeznaczeniem jako wsparcie 79 pułku piechoty broniącego prawego - wschodniego skrzydła 20 DP. Wieczorem brała udział w kontrataku odwodów 79 pp, w wyniku którego odrzucono oddziały niemieckiej 1 Dywizji Piechoty z KA „Wodrig”. 2 września oddziały niemieckiej 1 DP przeprowadziły natarcie na punkt oporu „Żaboklik” i wzg. „Czubak”, z których wyparła polską piechotę. Kontratak wykonały dwa bataliony piechoty wsparte 63 kompanią atakującą od wsi Zawody. Kontratak przyniósł powodzenie jednak nie doprowadził do odebrania utraconych punktów terenowych. Powstała luka pomiędzy 79 pp i Mazowiecką Brygadą Kawalerii, zmusiła 79 pp do częściowej zmiany frontu i zajęcia nowych pozycji w oparciu o rubież Koziczyn, Stryjewo Małe, Humięcino, Piegłowo. Manewr został wykonany nocą 2/3 września. 3 września kompania wraz z batalionem piechoty stanowiła odwód 79 pp do użycia w kierunku Gruduska. Jeden z plutonów patrolował odcinek w kierunku Gruduska. Patrole 63 skczr toczyły potyczki z oddziałami niemieckimi, były ostrzeliwane przez niemiecką artylerię i atakowane przez lotnictwo. Poniosły duże straty. O godz. 17.00 rozpoczął się atak odwodu 20 DP i przeciwuderzenie 8 Dywizji Piechoty. Odwód 20 DP stanowiły: batalion II/32 pułku piechoty, batalion „Mazury I” (Działdowski) oraz 63 kompania czołgów. Natarcie prowadzone z rejonu Nosarzewa, w kierunku Gruduska nie odniosło powodzenia i po zaciętej walce wycofało się na tyły 79 pp, jako odwód. 4 września spod Mławy wycofała się 20 DP w osłonie 79 pp wraz z 63 skczr. Po południu wycofująca się 63 kompania dołączyła w lesie Opinogóra do jedynej w pełni zorganizowanej jednostki 8 Dywizji Piechoty to jest 21 pułku piechoty. Wraz z pułkiem wycofała się na południe. 5 września 63 skczr zatrzymała się na postój w rejonie wsi Lipiny, gdzie dokonała niezbędnych napraw, dotychczas utraciła część czołgów z uwagi na defekty i straty marszowe. 6 września uzupełniono paliwo z polowego lotniska Szpondowo, z porzuconej beczki z paliwem. Po południu 3 czołgi TKS rozpoznawały z kompanią zwiadu 21 pp przeprawy przez Wkrę. Nocą 6/7 września kompania dojechała do wsi Załuski. 7 września 1 pluton czołgów wraz z plutonem kolarzy 21 pp patrolował odcinek Płońsk, Kołoząb, Szumlin, 2 pluton czołgów z plutonem zwiadu konnego odcinek Przyborowice, Borkowo, Nasielsk. Nocą 7/8 września 63 skczr dojechała do Modlina, posiadała jeszcze 7 czołgów TKS. W Modlinie została przydzielona do 32 pułku piechoty 8 DP. W warsztatach Centrum Wyszkolenia Broni Pancernych odtworzono sprawność techniczną pojazdów, w tym czołgów. 11 września wraz z oddziałami 8 DP wzięła udział w wypadzie w kierunku Leszna i Błonia poprzez Puszczę Kampinoską. Nawiązała kontakt z oddziałami 2 Dywizji Piechoty Legionów z Armii „Łódź”. Przez następne dwa dni 63 skczr patrolowała przedpole Modlina od strony Puszczy Kampinoskiej. Wieczorem 13 września została ściągnięta do Kazunia. 14 września 63 kompania wraz z kawalerią dywizyjną dokonała rozpoznania przedpola Nowego Dworu od strony Jabłonny, po stwierdzeniu obecności oddziałów niemieckich we wsi Skrzeszew rozpoznanie powróciło do Modlina. Kompania nie prowadziła już aktywnych działań bojowych, stanowiła odwód. W wyniku ostrzału artylerii niemieckiej utraciła dwa czołgi, pozostałe pięć dotrwały do kapitulacji Modlina.      
Za działalność bojową żołnierze otrzymali 9 Krzyży Walecznych

## Obsada personalna
Obsada w dniu 1 września 1939 roku:
- dowódca kompanii – por. Mieczysław Kosiewicz
- dowódca 1 plutonu – ppor. rez. Janusz Popiel
- dowódca 2 plutonu – ppor. Bolesław Wisz
- dowódca plutonu techniczno-gospodarczego – chor. Roman Pieracki

## Skład kompanii

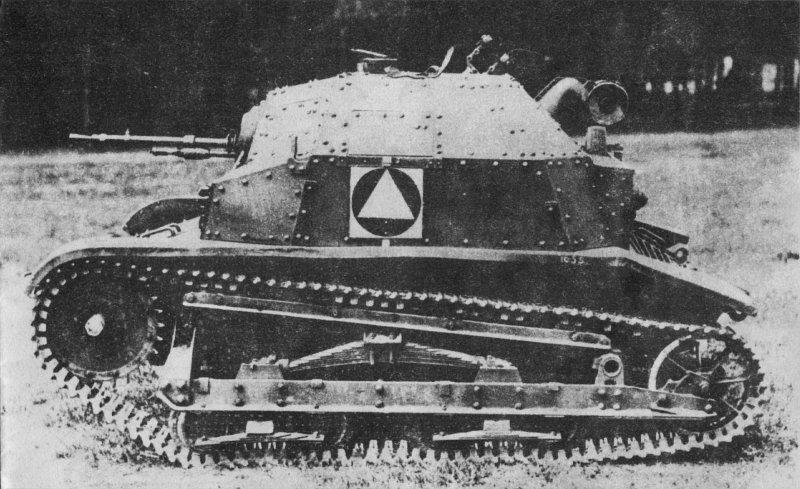
TKS -czołg podstawowy kompanii

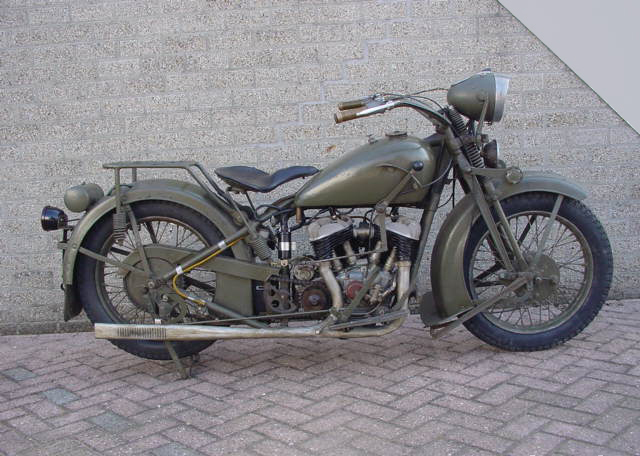
Motocykl Sokół 1000

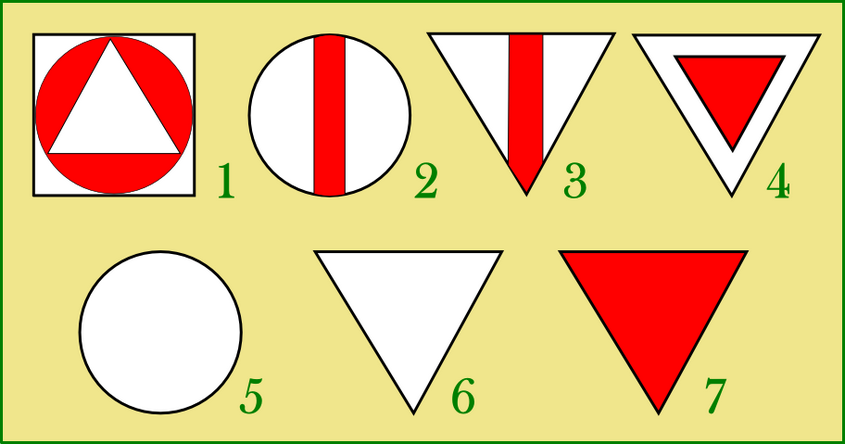
Znaki taktyczne malowane na czołgach lekkich i rozpoznawczych

Poczet dowódcy
- gońcy motocyklowi
- drużyna łączności
  - patrole:

radiotelegraficzny
łączności z lotnictwem
- sekcja pionierów

Razem w dowództwie
1 oficer, 7 podoficerów, 21 szeregowców;
1 czołg, 1 samochód osobowo terenowy, 2 samochody z radiostacjami N.2, furgonetka, 4 motocykle.
2 x pluton czołgów
1 oficer, 7 podoficerów, 7 szeregowców
6 czołgów, 1 motocykl, przyczepa towarzysząca
pluton techniczno – gospodarczy
- drużyna techniczna
- drużyna gospodarcza
- załogi zapasowe
- tabor

Razem w plutonie
1 oficer, 13 podoficerów, 18 szeregowców
5 samochodów ciężarowych, samochód-warsztat, cysterna, 1 motocykl, transporter czołgów, 2 przyczepy na paliwo, kuchnia polowa